# Поту ямайський
Поту ямайський (Nyctibius jamaicensis) — вид дрімлюгоподібних птахів родини потуєвих (Nyctibiidae).

## Поширення та підвиди
Поту ямайський поширений в Центральній Америці. Існує п'ять підвидів:
- N. j. jamaicensis трапляється лише на Ямайці
- N. j. abbotti поширений на Гаїті. Відоме єдине спостереження цього птаха на острові Мона в Пуерто-Рико.
- N. j. lambi трапляється в західній Мексиці.
- N. j. mexicanus поширений в південній та східній частині Мексики, в Гватемалі, Белізі, Сальвадорі та Гондурасі.
- N. j. costaricensis — найпівденніший підвид; трапляється в західному Нікарагуа та північно-західній Коста-Риці.

## Опис
Птах завдовжки 38-46 см. Оперення рябе з домішками білого, сірого та чорного кольорів. Голова досить велика відносно тіла. На вилицях чорна смуга. Очі також дуже великі, з жовтою райдужною оболонкою. Дзьоб короткий, але дуже широкий. Ротова щілина доходить до вух. На кінчику дзьоб зігнутий.
Схожий вид — поту великий, відрізняється більшим розміром, світлішим забарвленням та відсутністю виличної чорної смуги.

## Спосіб життя
Вид мешкає у лісах різних типів, трапляється також на плантаціях. У гори піднімається на висоту до 1500 м. Веде нічний спосіб життя, вдень сидить нерухомо на дереві, притулившись тілом до товстої гілки. Вночі чатує з дерев на здобич, живиться комахами.
Гніздо будує серед гілок дере на висоті до 12 метрів. Гніздо діаметром 20-30 см. У гнізді одне біле яйце. Інкубація триває приблизно місяць. За пташенятами доглядають обидва батьки. Через два місяці вони стають самостійними.